# Bernard Cauvin
Pour les articles homonymes, voir Cauvin.
Bernard Cauvin, né le 11 mars 1946 à Équeurdreville (Manche), est un homme politique français. Il est l'ancien président de la Cité de la Mer.

## Biographie
Ancien élève de l'Institut Saint-Paul de Cherbourg.
Titulaire d'un BTS d'électronique, il entre en 1968 comme technicien à la Direction des constructions navales de Cherbourg et travaille sur le Redoutable et devient permanent syndical CFDT entre 1973 et 1983. 
Il milite au Parti socialiste, proche de Pierre Mauroy, et est élu lors des régionales de 1986 au conseil régional de Basse-Normandie. 
Suppléant en 1988 d'Olivier Stirn, fraîchement implanté à Cherbourg, il devient député après la nomination de celui-ci comme ministre du Tourisme du gouvernement Rocard. Comme le veut la tradition pour les députés de Cherbourg, il est membre de la commission de la défense. Il participe alors aux discussions du Plan Joxe qui entraînent la réduction du plan de charge de l'arsenal de Cherbourg. 
Élu au conseil municipal d’Équeurdreville-Hainneville depuis 1989, il succède également à Olivier Stirn à la tête de la Communauté urbaine de Cherbourg le 8 septembre 1990, à la suite de la démission du ministre due au scandale des auditeurs payés. Aux commandes de la CUC pendant 18 ans, il accompagne la croissance des compétences intercommunales, en particulier dans le domaine environnemental, pour lequel les communes décident de collectiviser la gestion des déchets, de l'eau et de l'assainissement. Face à la manne économique de la Communauté de communes de la Hague, il cherche sans grand succès, à mieux répartir l'argent du nucléaire, menant à la création du Syndicat mixte du Cotentin, et le financement croisé des grands équipements structurants du territoire. Il mène également au début des années 1990 la constitution d'un pôle universitaire indépendant, face aux réticentes de l'Université de Caen, puis lance dans les années 2000, la construction d'équipements tels que la bibliothèque et la halle des sports. Il met aussi en place l'aménagement urbain de l'agglomération. Il laisse surtout sa trace dans son attachement à la reconversion du Redoutable en musée maritime, offrant au tourisme dans le Nord-Cotentin une « locomotive », ce qui lui vaut le titre de « père de la Cité de la mer ». 
Candidat à sa réélection au Palais Bourbon aux législatives de 1993, il est battu par l'ancien sous-préfet Yves Bonnet (UDF), abandonnant une circonscription acquise au PS depuis vingt ans. Adjoint chargé de l'urbanisme à Équeurdreville-Hainneville, il succède au maire Jean Lerouvreur en mars 2001. Tête de liste de la gauche aux municipales de mars 2008, il devient vice-président de la CUC en avril, laissant la présidence à Bernard Cazeneuve, réélu maire de Cherbourg-Octeville.

## Mandats et fonctions
Conseiller régional de Basse-Normandie
- 1986-1992

Député de la 5e circonscription de la Manche
- de 29 juillet 1988 au 1er avril 1993

Président de la Communauté urbaine de Cherbourg
- 1990 - 2008

Maire d'Équeurdreville-Hainneville
- 2001-2016
- 2016-2017 (maire délégué)

Président de la Cité de la mer
- depuis 2002